# Héroes imaginarios
Héroes imaginarios (nombre original en inglés: Imaginary Heroes) es una película estadounidense  de drama escrita y dirigida por Dan Harris. Se centra en el efecto traumático del suicidio del hijo mayor de una familia de los suburbios. 

## Argumento
Matt Travis es bien parecido, popular, y es el mejor competidor de natación de su escuela.  Todos quedan impactados cuando inexplicablemente se suicida. Mientras el siguiente año se desarrolla, cada miembro de su familia lucha para recuperarse de la tragedia teniendo diferentes resultados.
Su madre Sandy intenta mantener las líneas de comunicación abiertas con su hijo menor Tim mientras desahoga su dolor emocional en la marihuana. El padre, Ben; un perfeccionista quien adoraba tanto a Matt que ignoraba a Tim, insiste en seguir poniendo un plato de comida en la mesa para el chico muerto y comienza a volverse alcohólico. Eventualmente, sin decirle a su esposa, deja el trabajo y pasa sus días perdido soñando en una banca en el parque. Tim, siempre en las sombras como el más pequeño, poco atlético, menor realizado lucha para terminarla escuela mientras intenta resistirse al consumo de las drogas recreativas que su mejor amigo Kyle Dwyer siempre le está ofreciendo a la vez que contempla tener sexo con Steph Connors, una compañera de clase.
Penny, la hermana, se encuentra lejos en la universidad; de manera prudente realiza visitas infrecuentes y trata de ayudar con el distanciamiento entre el hermano sobreviviente y sus padres. Con el paso de los meses, surgen nuevas crisis y un secreto celosamente guardado se revela, uno de los miembros de la familia era consciente de la agitación interna de Matt y sus pensamientos suicidas, pese a esto hubo un importante motivo por el cual no lo ayudó.

## Producción
El director y guionista Dan Harris tenía 22 años cuando envió el guion a Bryan Singer, quien lo contrata para trabajar en los guiones de X-Men 2, Superman Returns, y el remake de The Logans Run. Dos años después deja a Singer para empezar el trabajo de preproducción de Héroes.
La película se rodó en locaciones de Chatham, Glen Ridge, Montclair, Newark, West Patterson y New Jersey.
Kiki y Herb hacen un cameo como animadores de la fiesta de Navidad del vecindario.
La película fue estrenada en el Mercado de Películas de Cannes en mayo de 2004 y fue mostrada en el Festival Internacional de Cine de Toronto, en el Festival de Cine de Austin, el Festival Internacional de Cine de Chicago y el Festival Internacional de Cine de Marruecos antes del estreno en dos salas en los Estados Unidos el 19 de diciembre de 2004.
Recaudó $4,696 dólares en el fin de semana de apertura, en su lanzamiento más amplio, fue proyectada en solo 24 salas domésticamente. Eventualmente recaudó $228.767 dólares en los Estados Unidos y $62.351 dólares en mercados extranjeros para dar una recaudación mundial de un total de $291.118 dólares.

## Reparto
- Sigourney Weaver ..... Sandy Travis
- Jeff Daniels ..... Ben Travis
- Emile Hirsch ..... Tim Travis
- Michelle Williams ..... Penny Travis
- Deirdre O'Connell ..... Marge Dwyer
- Ryan Donowho ..... Kyle Dwyer
- Suzanne Santo ..... Steph Connors
- Kip Pardue ..... Matt Travis

## Recepción de la Crítica
Roger Ebert del Chicago Sun-Times resaltó que «la película podría haber tenido más fuerza como la historia de la familia tratando de sanarse a sí misma después de la tragedia, enfocándose en Sandy y Tim. Pero Harris siente una necesidad de explicarlo todo en términos de revelaciones melodramáticas y acontecimientos sorprendentes, justo antes de las escenas finales. El poder emocional del último acto es debilitado por el flujo de información nueva. La revelación clave justo al final explica demasiado, sí, pero llega tan tarde que lo único que puede hacer es explicar. Si hubiera llegado antes pudo haber sido tratado, y esas escenas podrían haber sido considerables… Lo que resta cuando termina la película es la memoria de Sandy y Tim hablando, y la de una madre que ama a su hijo, lo entiende y se entiende a sí misma en una manera irónica pero realista. Los personajes se merecen una película mejor película, pero aun así la que tienen es buena».
MickLaSalle del San Francisco Chronicle dijo de la película que «tiene una columna narrativa fuerte, en la que suceden cosas importantes e interesantes – una inesperada virtud en los dramas familiares. Pero esta virtud es oscurecida de alguna forma por la falta de unidad narrativa de la película. Dan Harris he escrito por sí mismo una pequeña historia ordenada, pero al dirigirla, no ha esculpido un drama dinámico. Para decirlo de otra manera, hay un drama esbelto de 82 minutos de duración encasillado en una película fofa de 112 minutos… Lo que salva a Héroes imaginarios es su esencial veracidad acerca de las familias, que se revela, no solo en los amplios movimientos de la historia sino también en los pequeños detalles… A veces la película se tambalea hacia la farsa, lo que es inapropiado, y muchas veces la historia se diluye, aunque imitando, en tono, a toda película familiar sombría desde Ordinary People. Pero, al final llega a un lugar sorprendentemente auténtico y poderoso».
Peter Traves de Rolling Stones calificó la película con dos de cuatro estrellas y agregó: «Sigourney Weaver es una actriz luminosa con un fuerte centro de inteligencia e ingenio. Emile Hirsch, quien interpreta a su culpable y atormentado hijo, tiene el talento para sostener una gran carrera. 
Sus escenas juntos tienen una calidez que casi te hace perdonar Héroes imaginarios por intentar duplicar de manera constante e inútil a Ordinary People. Lo que resulta dañino para la película es su falta de personalidad propia».

## Premios y nominaciones
La película fue citada por Excelencia en Cinematografía por la National Board of Review. Sigourney Weaver fue nominada como mejor actriz en película dramática por el Satllite Award, pero perdió ante Hillary Swank en Golpes del Destino.

## Lanzamiento en DVD
La película fue lanzada en formato de pantalla ancha anamórfico en DVD el 7 de junio de 2005. Incluye una pista de audio en inglés y subtítulos en francés. Los materiales adicionales incluidos son comentarios de Sigourney Weaver, Dan Harris y Emile Hirsch, escenas eliminadas, detrás de cámaras y galería de fotos.
- Datos: Q1659640